# Bonampak
Bonampak é um dos mais importantes sítios arqueológicos da cultura maia. Está localizado em Lacandon, no estado mexicano de Chiapas. Através dos grandes murais pintados, bem detalhados e preservados deste sítio, é possível fazer investigações científicas com mais precisão sobre a vida da sociedade maia do período clássico tardio, entre 600 d.C. e 800 d. C.
O sítio é mais conhecido por suas pinturas nas paredes das salas do templo representando rituais de sacrifício. 
A comparação destas pinturas possibilitaram a descoberta de que os Maias, ao final do seu império, praticavam sacrifícios com uma frequência muito maior e também com um número de vítimas muito superior ao que praticavam anteriormente.

## História
A cidade era chamada de Usiij Witz, que que na língua maia iucatecas significa "monte de urubu". Seu assentamento começou por volta de 250 d.C.
A cidade foi aliada de duas grandes cidades maias da região, Piedras Negras e Yaxchilán. O que garantiu uma importante presença política na região do Vale do Rio Lacanjá.
Por possuir mais de uma linhagem de sucessão, a cidade passou por muitos conflitos, sendo a batalha mais conhecida ocorrida entre os anos de 776 d.C e 800 d.C., com a vitória de Chan Muwaan II, que teve apoio militar de Yaxchilán. Durante o seu governo foram construídos os edifícios mais importantes da cidade. E em torno do ano de 800 d.C., a cidade foi abandonada, por motivos ainda desconhecidos.

## Características

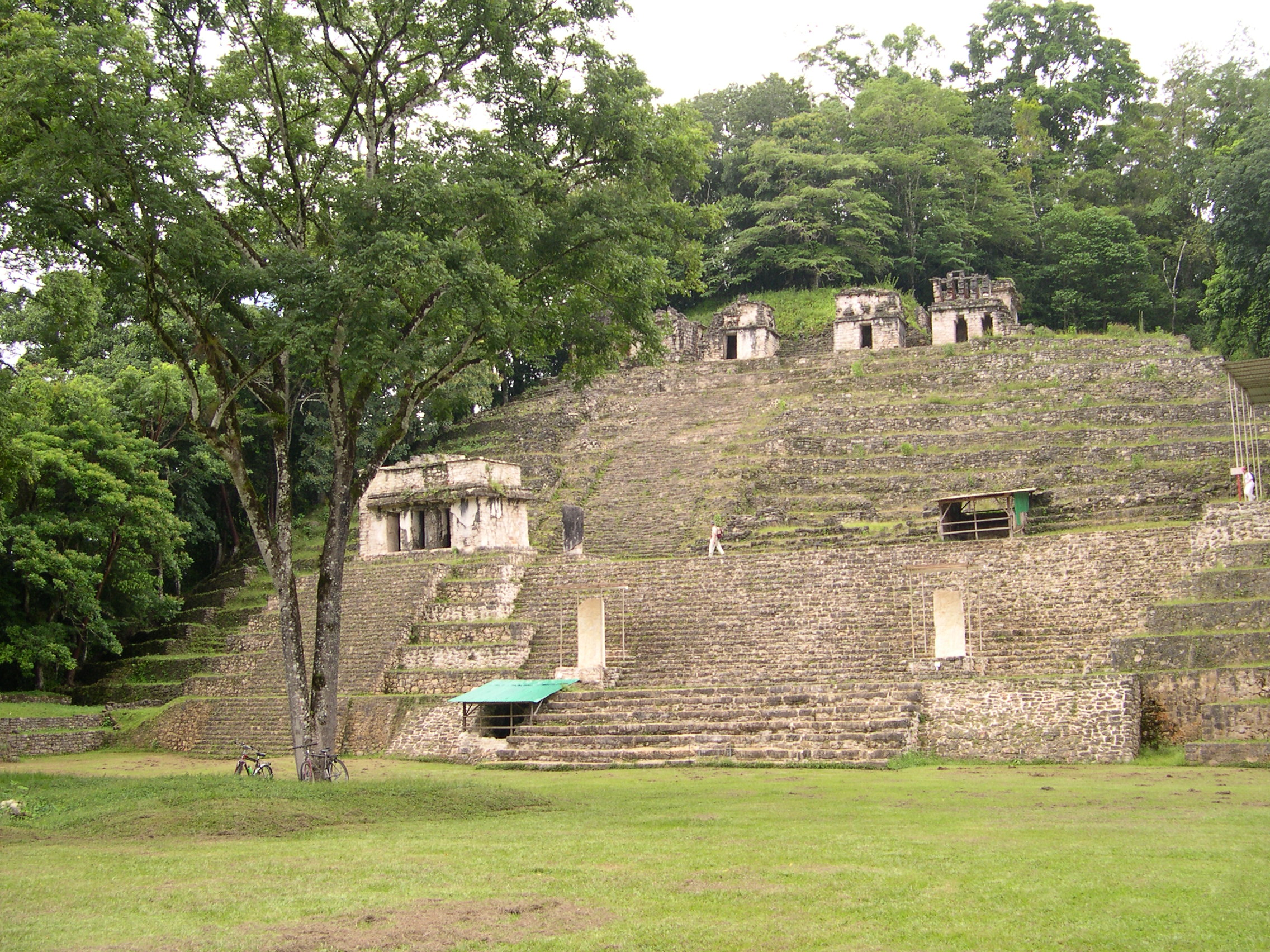
Pirâmide de Bonampak.

O sítio possui uma área de aproximadamente 40 Km², com mais de 700 estruturas e 165 grupos habitacionais, encontrados até o momento. Foram utilizados, para a construção, materiais como blocos de calcário e estuque.
Há uma grande praça central (Grande Praça), medindo 90 x 110 metros, com uma estela (Estela 1) no centro e é cercada por 6 edifícios; entre religiosos, administrativos e residências nobres. As residências comuns estão na periferia, espalhadas de 300 a 400 metros de distância da Grande Praça. Na Estela 1, é retratado o governante Chan Muwaan II segurando uma bengala, em pé, sobre o Rei da Terra.
Ao norte da Grande Praça, se localiza o Edifício 15, assim denominado pelos pesquisadores. Na parte de cima deste edifício há uma estela (Estela 9), uma das mais antigas do sítio.
Ao sul da Grande Praça, se localiza a Acrópole, que possui 46 metros de altura e três níveis, que são alcançados através de escadarias largas. No primeiro nível há duas estelas; no segundo nível há 3 edifícios; e no terceiro nível há 6 pequenos edifícios, que provavelmente foram utilizados como templos. Desses pequenos edifícios, o mais antigo foi denominado pelos pesquisadores de Edifício 6, onde há um lintel esculpido com a imagem do governante Chan Muwaan I, nos anos de 600 d.C.
As estelas situadas no primeiro nível da Acrópole, foram denominadas pelos pesquisadores de Estela 2 e Estela 3. Na Estela 2 é retratado o governante Chan Muwaan II diante de sua mãe, Lady Shield Skull; e de sua esposa, Lady Green Rabbit de Yaxchilán, em um ritual de sangue. E na Estela 3 é retratado o governante Chan Muwaan II com um prisioneiro. Esses eventos ocorreram entre os anos 776 d.C. e 785 d. C.

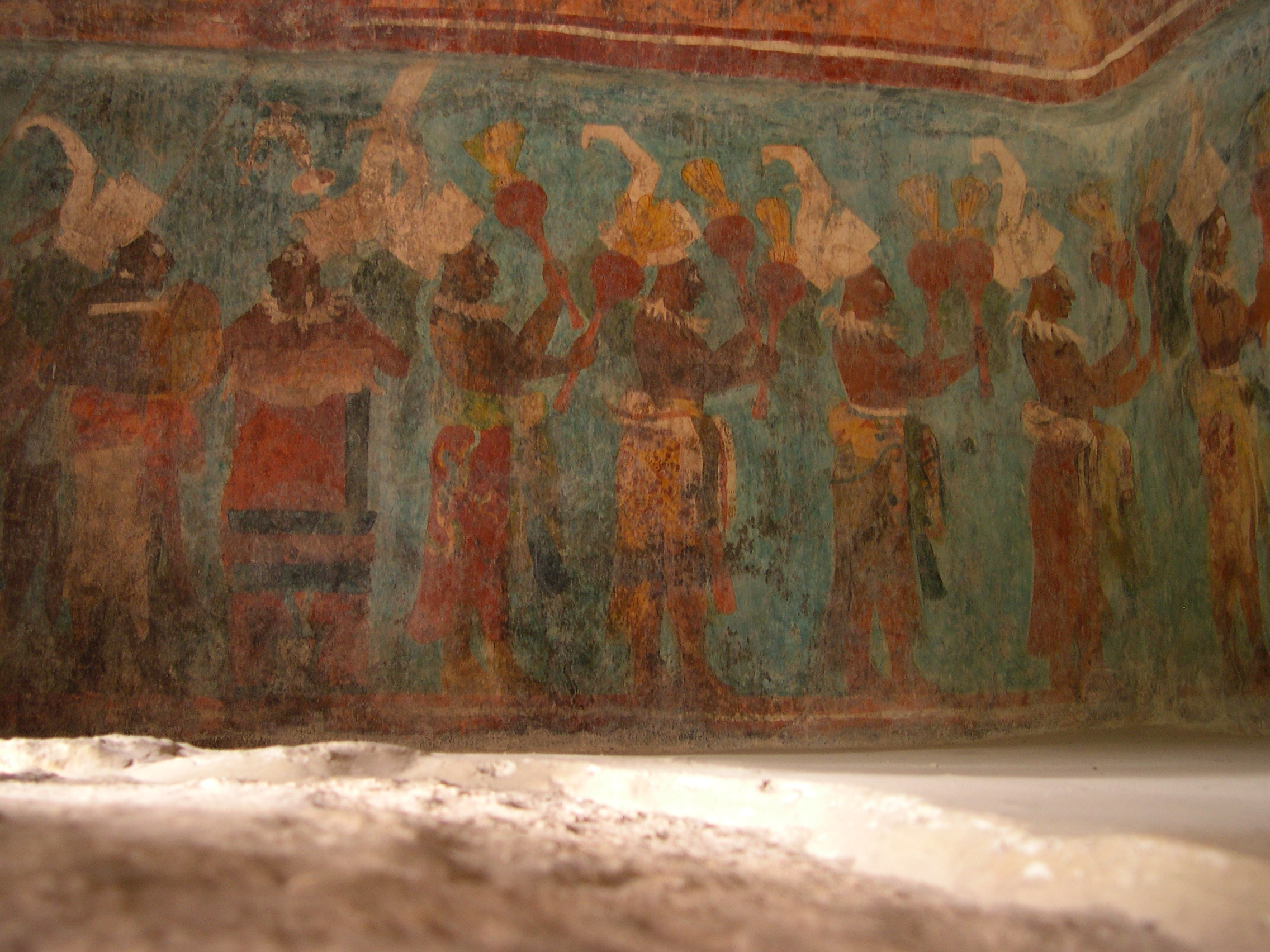
Uma das pinturas mais famosas de Bonampak.

O Templo das Pinturas está localizado no segundo nível da Acrópole, medindo 16,50 x 3,90 metros e 6 metros de altura. Em seu interior há 3 salas com acessos independentes. As portas possuem lintéis grossos de laje de pedra com imagens esculpidas. Essas pinturas foram feitas em torno dos ano de 800 d.C. e estão inacabadas.
A pintura na sala 1 retrata uma grande cerimônia para apresentar o recém-nascido, herdeiro do rei Chan Muwaan II, aos senhores da nobreza. A pintura na sala 2 retrata uma batalha e os prisioneiros de guerra sendo sacrificados para ofertar aos deuses. A pintura na sala 3 retrata um ritual de sangue feito pela realeza, celebrando a subida do novo governante ao trono, com mulheres furando as lingas e o rei derramando seu sangue como oferenda aos deuses, tudo acompanhado por música e dança.

## Estudos e conservação
As ruínas foram descobertas pelos indígenas de Lacandon, em data desconhecida, e costumavam celebrar cultos aos ancestrais no local.
No ano de 1941, os exploradores Charles Frey e John Bourne conheceram os ruínas e identificaram como sendo uma antiga cidade pré-colombiana.
Em 1946, o fotógrafo americano Giles Healey, durante a produção de um documentário sobre os indígenas do sul de Chiapas, foi convidado pelos nativos José Pepe Chambor e Acasio Chan a conhecer as ruínas. Healey, ao entrar em um dos edifícios, encontrou os murais, muito bem conservados, nas paredes das 3 salas do edifício. Documentou em fotografias e comunicou a pesquisadores como Sylvanus Morley, especialista na cultura maia. Morley batizou o sítio de Bonampak, que na língua maia iucatecas significa "paredes pintadas". As pinturas apresentavam uma espessa camada de calcita sobre elas, devido a umidade de séculos. Em 1948, uma expedição foi organizada pela Instituto Carnegie, juntamente com o Instituto Nacional de Antropologia e História do México (INAH), onde limparam a camada de calcita com querosene, dando uma melhor visibilidade das pinturas. Nos anos de 1980, especialistas do Centro de Restauração Churubusco, do Instituto Nacional de Antropologia e História do México (INAH), realizaram uma nova e melhor remoção da camada de calcita, que possibilitou observar os mínimos detalhes das pinturas. Na década de 1990, novos estudos foram realizados, patrocinado pelo Instituto de Pesquisa Estética da Universidade Nacional Autônoma do México, que resultou na publicação de dois volumes sobre as pinturas. E outro estudo realizado por Mary Miller, da Universidade de Yale; produziu uma reconstrução digital das pinturas. E, desde 2011, o Instituto Nacional de Antropologia e História do México (INAH) passou a utilizar meios mais modernos de limpeza e conservação das pinturas.

## Turismo
Somente as áreas da Grande Praça e da Acrópole, com o Templo das Pinturas, estão abertas para visitação, e possui horário restrito e taxa de entrada. A comunidade local de Lacandon é responsável pelo transporte dentro do sítio.